# Jubrique
Jubrique ist ein südspanischer Ort und eine Gemeinde (municipio) mit nur noch 578 Einwohnern (Stand: 2024) in der Provinz Málaga in der autonomen Gemeinschaft Andalusien.

## Lage und Klima
Der Ort Jubrique liegt an einem Hang in den zerklüfteten und bewaldeten Bergen im Süden der Serranía de Ronda ca. 3 km östlich des Río Genal in einer Höhe von ca. 560 m. Die Küstenstadt Estepona befindet sich ca. 33 km (Fahrtstrecke) südlich. Das Klima ist gemäßigt bis warm; Regen (ca. 785 mm/Jahr) fällt überwiegend im Winterhalbjahr.

## Bevölkerungsentwicklung
| Jahr      | 1857  | 1900  | 1950  | 2000 | 2020 |
| Einwohner | 2.596 | 2.001 | 1.842 | 751  | 565  |

Die Mechanisierung der Landwirtschaft, die Aufgabe bäuerlicher Kleinbetriebe (Höfesterben) und die daraus resultierende Arbeitslosigkeit haben zu einem immer noch anhaltenden Bevölkerungsschwund geführt (Landflucht).

## Wirtschaft
Der Ort und seine Bevölkerung sind traditionell von der Landwirtschaft abhängig. Angebaut werden Getreide, Wein, Oliven und Gemüsepflanzen wie Bohnen, Kichererbsen und Erbsen; traditionell spielen auch Esskastanien eine wichtige Rolle. Im 18. Jahrhundert erlebte Jubrique einen wirtschaftlichen Aufschwung, der vor allem auf die Wein- und Schnapsherstellung zurückzuführen war. In den 1960er Jahren begann man mit der Entwicklung des Tourismus in Form der Vermietung von Ferienwohnungen (casas rurales).

## Geschichte
Um das Jahr 715 n. Chr. gründeten Angehörige eines Berberstamms den Ort. Aus der Zeit der Mauren stammen auch die ersten landwirtschaftlichen Nutzflächen, die mit Hilfe der reichlich vorhandenen Wasserquellen bewässert werden konnten. Um das Jahr 1485 wurde das umliegende Gebiet von den Christen zurückerobert (reconquista). Der Aufstand der Morisken in den Alpujarras und in der Serranía de Ronda (1570) und deren anschließende Vertreibung führte zur Entvölkerung der Ortschaften, die durch die Neuansiedlung von Christen nur teilweise ausgeglichen werden konnte.

## Sehenswürdigkeiten
- Die einschiffige, aber über ein Querhaus verfügende Iglesia de San Francisco de Asís ist ein Bau des 16. oder 17. Jahrhunderts mit späteren Veränderungen. Ungewöhnlich ist die Platzierung des Glockenturms (campanario) über dem Giebel der Portalfassade. Ein weiteres Portal befindet sich seitlich.[6]
- Das Museo de Artes Populares y del Aguardiente beschäftigt sich mit lokalen Traditionen sowie mit der Herstellung und Destillation von Wein.
- Zwei Kapellen (ermitas) bereichern das Ortsbild – Ermita de la Santa Cruz del Choricillo und Ermita del Castuñuelo.